# Пчолкін Панас Панасович
Панас Панасович Пчолкін (Пчьолкін) (31 січня 1903, село Пушкарне Бєлгородського повіту Курської губернії, тепер Бєлгородського району Бєлгородської області, Російська Федерація — 3 серпня 1976, місто Воронеж, тепер Російська Федерація) — радянський діяч органів державної безпеки, народний комісар (міністр) внутрішніх справ Киргизької РСР і Казахської РСР, генерал-майор. Член Бюро ЦК КП(б) Казахстану в 1947—1950 роках. Депутат Верховної ради Казахської РСР 2-го скликання. Депутат Верховної ради СРСР 2-го скликання.

## Біографія
Народився в родині робітника. У 1914 році закінчив Бєлгородську церковнопарафіяльну школу.
У травні 1914 — травні 1917 року — учень-підмайстер покрівельника-маляра в підрядника, учень шевця в місті Харкові. У травні 1917 — травні 1920 року — учень та помічник слюсаря залізничних майстерень служби колії та паровозного депо станції Бєлгород Південної залізниці.
Член РКП(б) з травня 1920 року.
З травня 1920 року служив у Червоній армії. З травня до серпня 1920 року — курсант полкової школи Курського територіального полку. У серпні — грудні 1920 року — провідник літератури політичного відділу, завідувач бібліотеки 2-го кавалерійського полку 46-ї стрілецької дивізії 13-ї армії Південного фронту.
У січні 1921 — травні 1922 року — помічник уповноваженого повітового політбюро Надзвичайної комісії (ЧК) у місті Бєлгороді. З травня 1922 до червня 1923 року — співробітник карного розшуку в Бєлгороді.
У липні 1923 — липні 1932 року — агент, старший агент, помічник уповноваженого, уповноважений дорожньо-транспортного відділу ОДПУ Південної залізниці на станціях Бєлгород, Синельникове, Джава, Волчанськ, Севастополь, Харків. У липні 1932 — березні 1937 року — начальник оперативного пункту транспортного відділу ОДПУ-НКВС станції Синельникове Сталінської залізниці.
У 1936 році закінчив 9 класів вечірньої середньої школи на станції Синельникове. З березня до вересня 1937 року навчався на старшому курсі центральної школи ГУДБ НКВС СРСР.
У вересні 1937 — 1938 року — помічник начальника 8-го відділення 3-го відділу ГУДБ НКВС СРСР. У листопаді 1938 — лютому 1940 року — заступник начальника 5-го відділення 3-го відділу ГУДБ НКВС СРСР.
У березні 1940 — березні 1941 року — начальник 3-го відділу УДБ НКВС Кримської АРСР.
У березні — серпні 1941 року — заступник народного комісара державної безпеки Кримської АРСР. 6 вересня 1941 — 2 березня 1943 року — заступник народного комісара внутрішніх справ Кримської АРСР (в містах Сімферополі, Керчі, Краснодарі, Сочі).
2 березня — 7 травня 1943 року — заступник народного комісара внутрішніх справ Киргизької РСР.
7 травня 1943 — 9 липня 1946 року — народний комісар (міністр) внутрішніх справ Киргизької РСР.
9 липня 1946 — 19 січня 1949 року — міністр внутрішніх справ Казахської РСР.
21 березня — 28 листопада 1949 року — заступник начальника Управління МВС по Воронезькій області.
28 листопада 1949 — 25 липня 1955 року — начальник Управління МВС по Воронезькій області.
9 листопада 1955 року звільнений з органів МВС «через хворобу». З грудня 1955 року — пенсіонер у місті Воронежі.
Помер у серпні 1976 року, похований на Комінтернівському цвинтарі Воронежа.

## Звання
- старший лейтенант державної безпеки (23.03.1936)
- капітан державної безпеки (5.04.1940)
- підполковник державної безпеки (11.02.1943)
- полковник державної безпеки (24.04.1943)
- комісар державної безпеки (12.05.1943)
- генерал-майор (9.07.1945)

## Нагороди
- орден Леніна (10.12.1945)
- два ордени Червоного Прапора (3.11.1944, 30.01.1951)
- орден Вітчизняної війни І ст. (28.02.1946)
- два ордени Червоної Зірки (20.09.1943, 28.10.1967)
- медаль «За перемогу над Німеччиною у Великій Вітчизняній війні 1941—1945 рр.» (1945)
- медалі
- Почесна грамота Верховної ради Киргизької РСР